# Makala (película)
Makala es el nombre de un documental francés dirigido por Emmanuel Gras. Se basa sobre la vida de un joven africano y sus sueños. La película documental tuvo buen reconocimiento pot International Critics' Week y fue seleciionada para ser proyectada en el Cannes Film Festival.

## Sinopsis
En Congo, un joven campesino sueña con un futuro mejor para sus seres queridos. Su supervivencia depende de la fortaleza de sus brazos, los recursos de su alrededor y su fuerte voluntad. Saliendo a las peligrosas carreteras para intercambiar el fruto de su trabajo, descubrirá el valor de sus esfuerzos y el precio de sus sueños.

## Recepción de la crítica
La película tuvo mayormente críticas positivas; "La simplicidad es clave para la belleza sombría de 'Makala' (...) La cámara de Emmanuel Gras absorbe cada movimiento de su sujeto con tal intimidad extasiada y poesía cinematográfica que es fácil olvidar que no es un drama ficcional" Dijo Maggie Lee: Variety.